# Phoneyusa bouvieri
Phoneyusa bouvieri là một loài nhện trong họ Theraphosidae.
Loài này thuộc chi Phoneyusa. Phoneyusa bouvieri được Lucien Berland miêu tả năm 1917.